# Jarlabankes bro

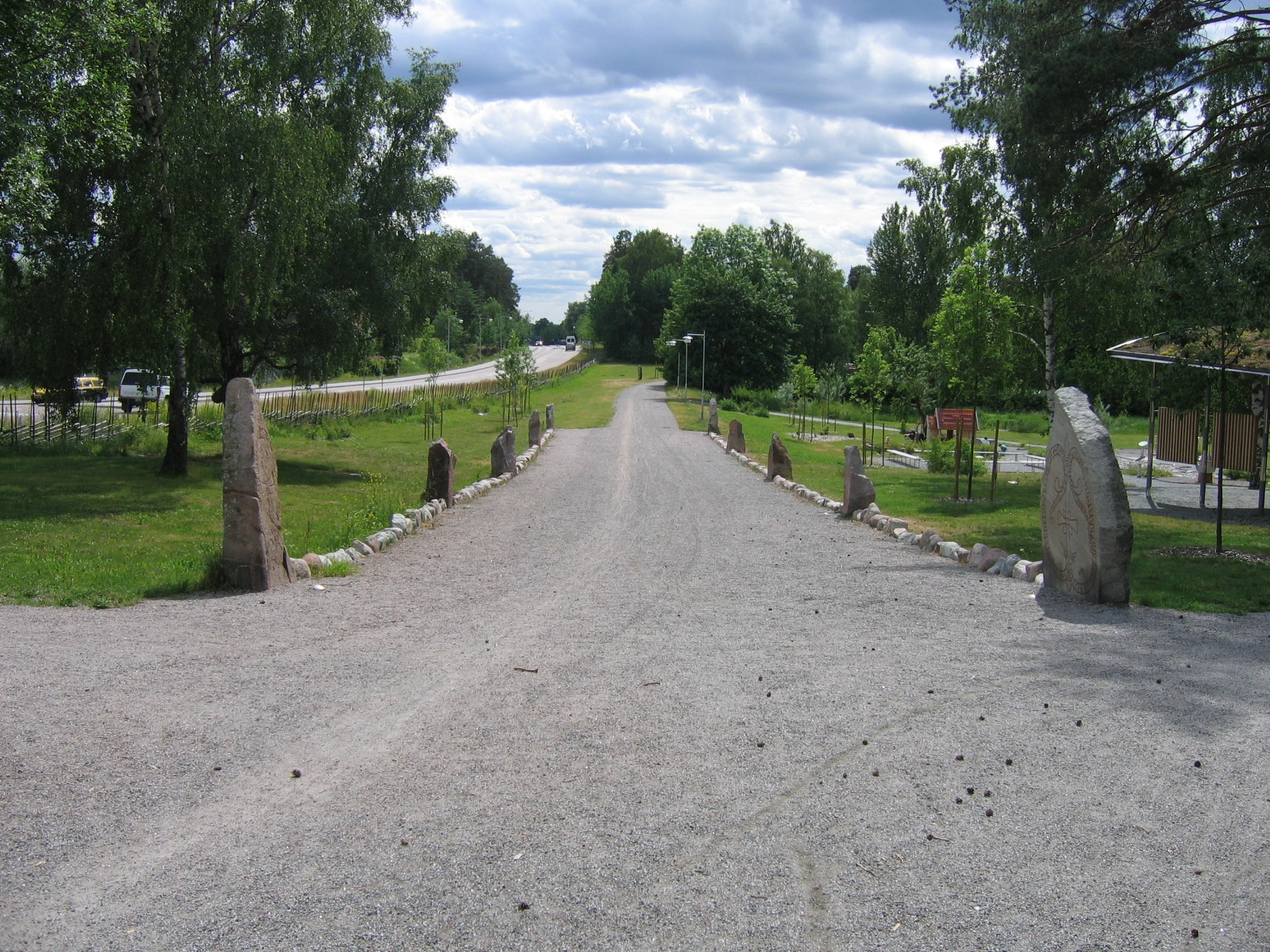
Jarlabankes bro.

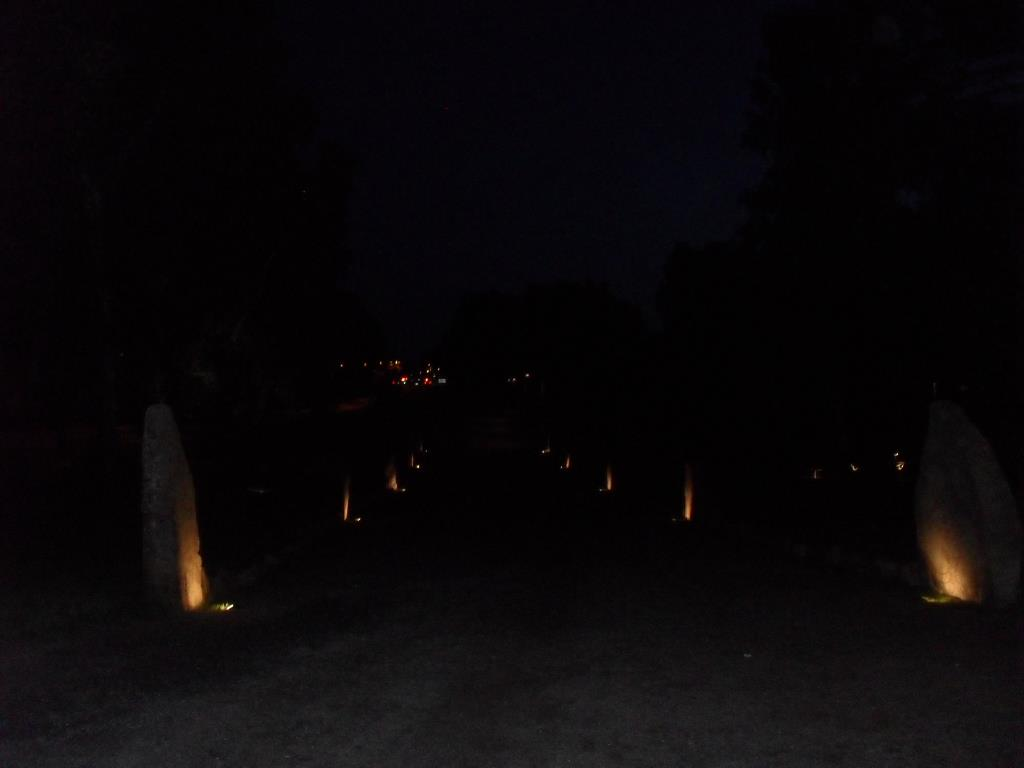
Jarlabankes bro nattetid.

Jarlabankes bro är en vägbank som stormannen Jarlabanke lät uppföra vid den södra gränsen till sina ägor. Den är troligen byggd under 1050-talet och går över en dåtida sankmark, Täby tä vid Täby Kyrkby, där tä betyder smal väg mellan gärdesgårdar eller liknande. Bron var 150 meter lång och 6,5 meter bred och fyra runstenar stod resta utmed vägbanken. Brons bottenlager byggdes upp med knippen av kvistar. Ovanpå detta lades stenar och överst ett lager grus och sand. Landsvägen från Vallentuna till Stockholm gick ända fram till 1960-talet över Jarlabankes vägbank
Redan under 1600-talet uppmärksammades Jarlabankes bro av fornforskare och har sedan dess hört till ett av de mest kända runstensmonumenten i Sverige. Under århundradenas lopp har stenar försvunnit från platsen och idag är cirka en tredjedel av sträckningen restaurerad så att den motsvarar utseendet bron hade på 1700-talet. Det innebär att två runstenar står resta vid den norra änden av bron, flankerat av mindre stenar. De stenar som ursprungligen stått vid brons södra ände flyttades under medeltiden till Danderyds och Fresta kyrkor. På alla fyra stenarna står ungefär samma sak, att Jarlabanke lät resa stenarna medan han levde, att han anlade bron över sig själv och att han ägde hela Täby".

## U 164
U 164 är en runsten i ljus granit som står på den västra sidan vid norra änden av Jarlabankes bro. Runstenen dateras till ca 1020-1080 e. Kr.  Stenen är korsmärkt och antas vara ristad av Fot. Den är parsten till U 165.
Inskrift: "Jarlabanke lät resa dessa stenar efter sig, medan han levde, och han gjorde denna bro för sin själ och ensam ägde han hela Täby. Gud hjälpe hans själ."

## U 165
U 165 är en runsten i rödaktig granit som står på den östra sidan vid norra änden av Jarlabankes bro. Stenen har gått sönder i två delar och sedan lagats men en bit på högra sidan saknas. Runstenen dateras till 1020-1050 e.Kr.  Stenen är korsmärkt och antas vara ristad av Fot. Den är parsten till U 164.
Inskrift: "Jarlabanke lät resa dessa stenar efter sig, medan han levde, och han gjorde denna bro för sin själ...ägde hela Täby."

## Galleri

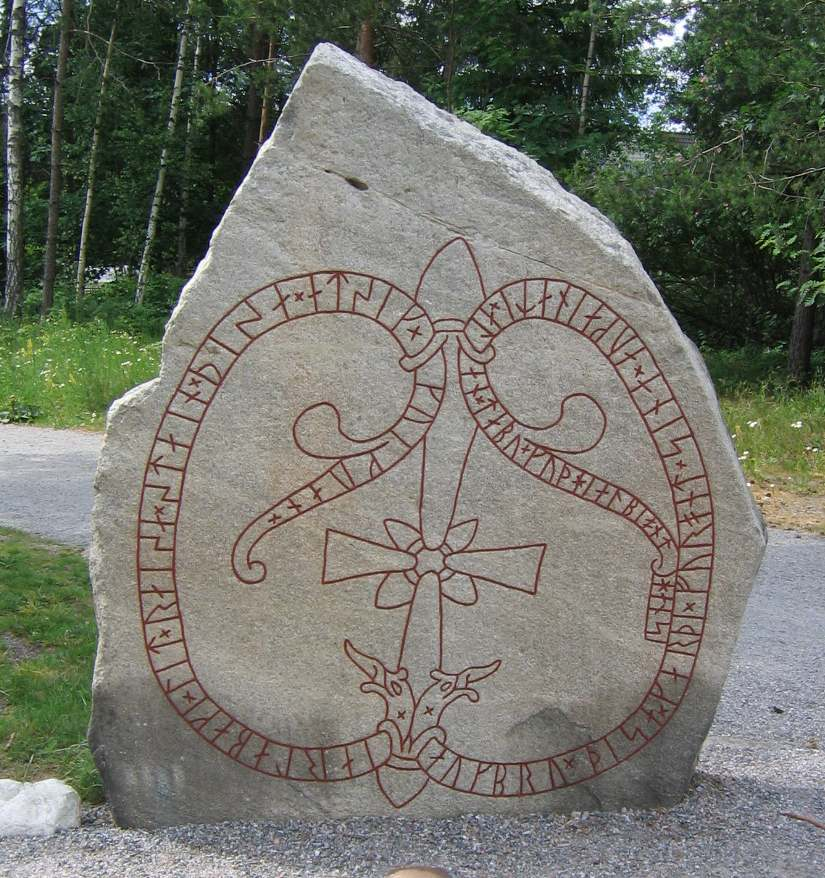
U 164
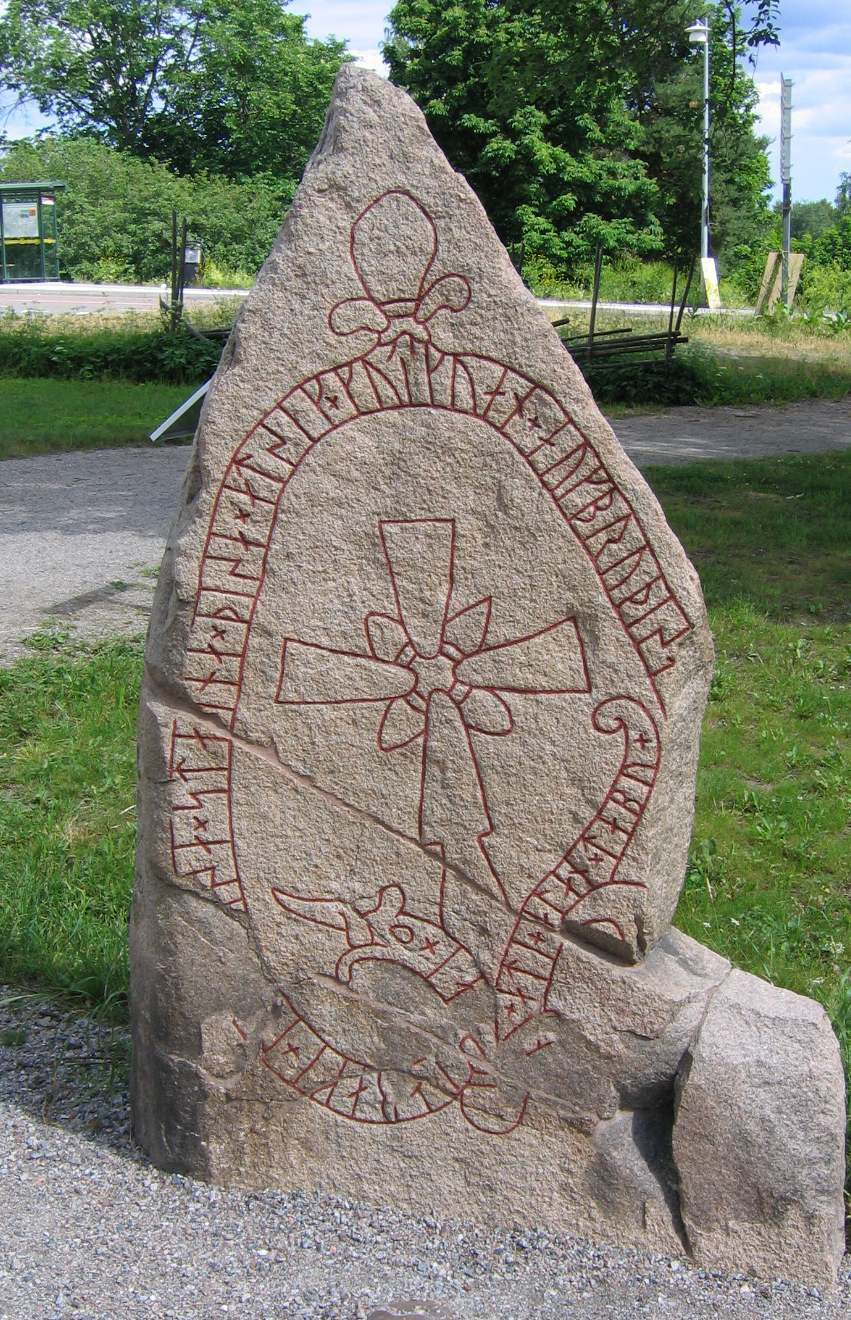
U 165